# Tuas West Road
Tuas West Road – naziemna stacja Mass Rapid Transit (MRT) w Singapurze, która jest częścią East West Line. Została otwarta 18 czerwca 2017. Nazwa stacji nawiązuje do drogi znajdującej się w pobliżu.